# گورستان یساول
قبرستان یساول مربوط به دوران‌های تاریخی پس از اسلام است و در شهرستان بویین زهرا، بخش آبگرم، ۹ روستای یساول واقع شده و این اثر در تاریخ ۲۲ مرداد ۱۳۸۴ با شمارهٔ ثبت ۱۳۲۴۰ به‌عنوان یکی از آثار ملی ایران به ثبت رسیده است.